# 屏東縣王船文化館
屏東縣王船文化館是位於屏東縣東港鎮的一座地方文化博物館，於西元2024年開幕，以「海洋信仰」、「千歲巡狩」、「屏東代巡」、「打造神舟」與「東港迎王」為五大主題樓層，致力於推廣臺灣迎王與保存瀕危的王船技藝文化。

## 館史
- 西元2008年，屏東縣政府以「東港王船祭」的名稱登錄東港迎王為屏東縣無形民俗文化資產。[2]
- 西元2010年，行政院文建會將此項文化正名為「東港迎王平安祭典」並指定為國家重要民俗。[2]
- 西元2021年12月22日，由「趙建銘建築師事務所」以「海洋」為意象所設計的「屏東縣王船文化館」選址原東港車站動工興建。[3]
- 西元2022年7月25日，場館舉行上樑典禮。[4]
- 西元2024年9月15日，尚未開館的王船文化館在甲辰正科東港迎王前舉行「屏東迎王平安祭典國際論壇」。
- 西元2024年9月15日，典藏王船舉行「安龍目」儀式。[5]
- 西元2024年12月27日，王船文化館完工開放，由中華民國總統賴清德 [6]、屏東縣縣長周春米等長官剪綵，而東港東隆宮溫府千歲也蒞臨開館會場。
- 西元2025年6月22日，由東港東隆宮溫府千歲親送東隆宮典藏王船至王船文化館借展兩年。[7]

## 建館緣由
迎王文化為臺灣南部地區重要的民俗活動之一，其中以每逢丑、辰、未、戌年三年一度舉辦的屏東三大迎王（東港迎王、琉球迎王、南州迎王）最具有代表性。由於當地居民對於信仰的重視，迎王平安祭典一直是參與度相當高的活動之一，但其儀式以及相關技藝缺乏系統性的傳承，其中以代天巡狩的交通工具「王船技藝」為最，在玻璃纖維船的技術引進後，傳統的木工製船業已漸漸消失在歷史的舞台中，因為人口老化及流失，部分迎王文化至今已面臨失傳危機。
屏東縣王船文化館的建立試圖將此項地方民俗「博物館化」，讓迎王文化可以推廣向大眾。將文化資產轉化為兼具大眾觀光與傳承、教育意義的資源。

## 館舍

### 展覽

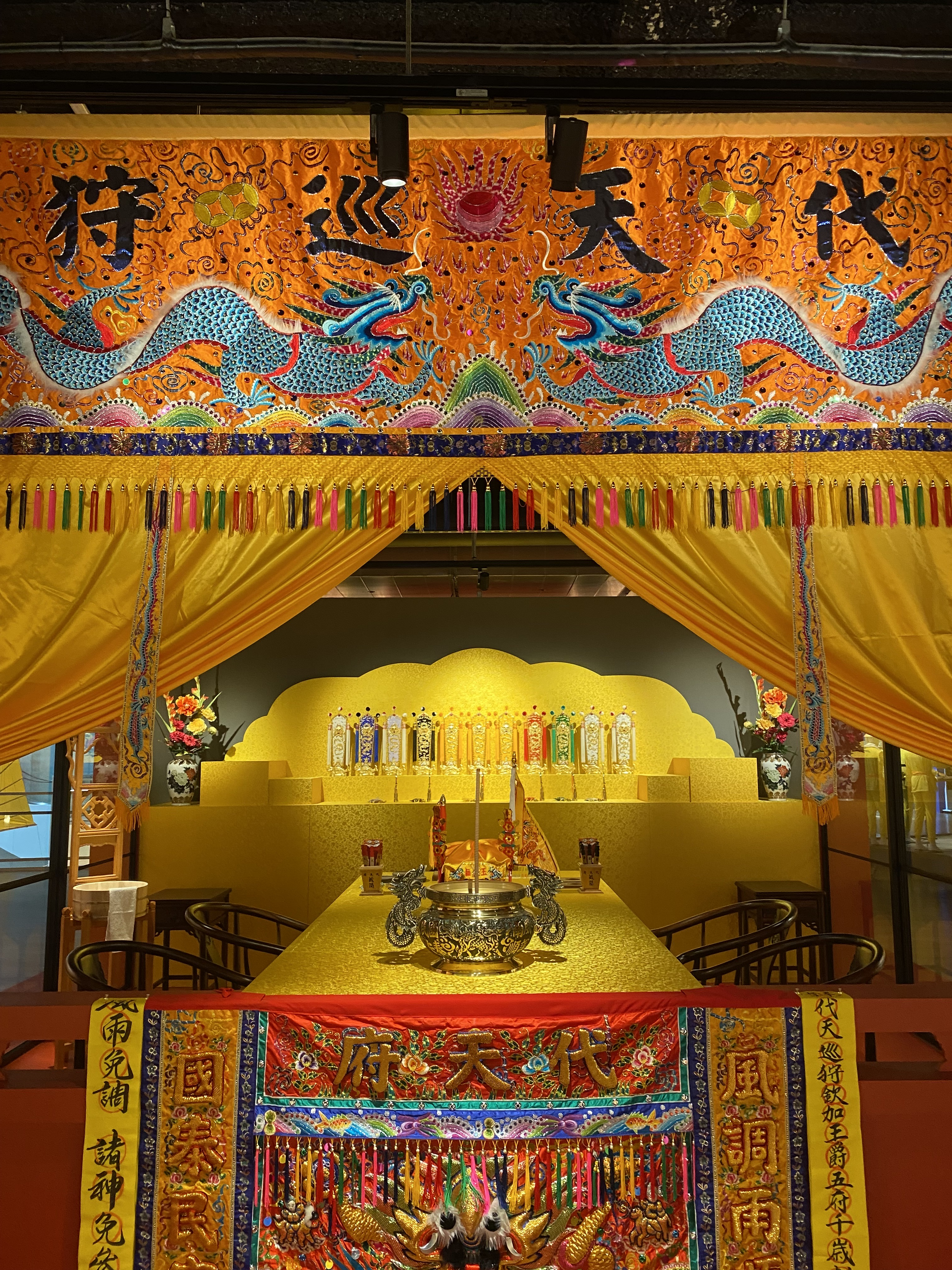
東津代天府

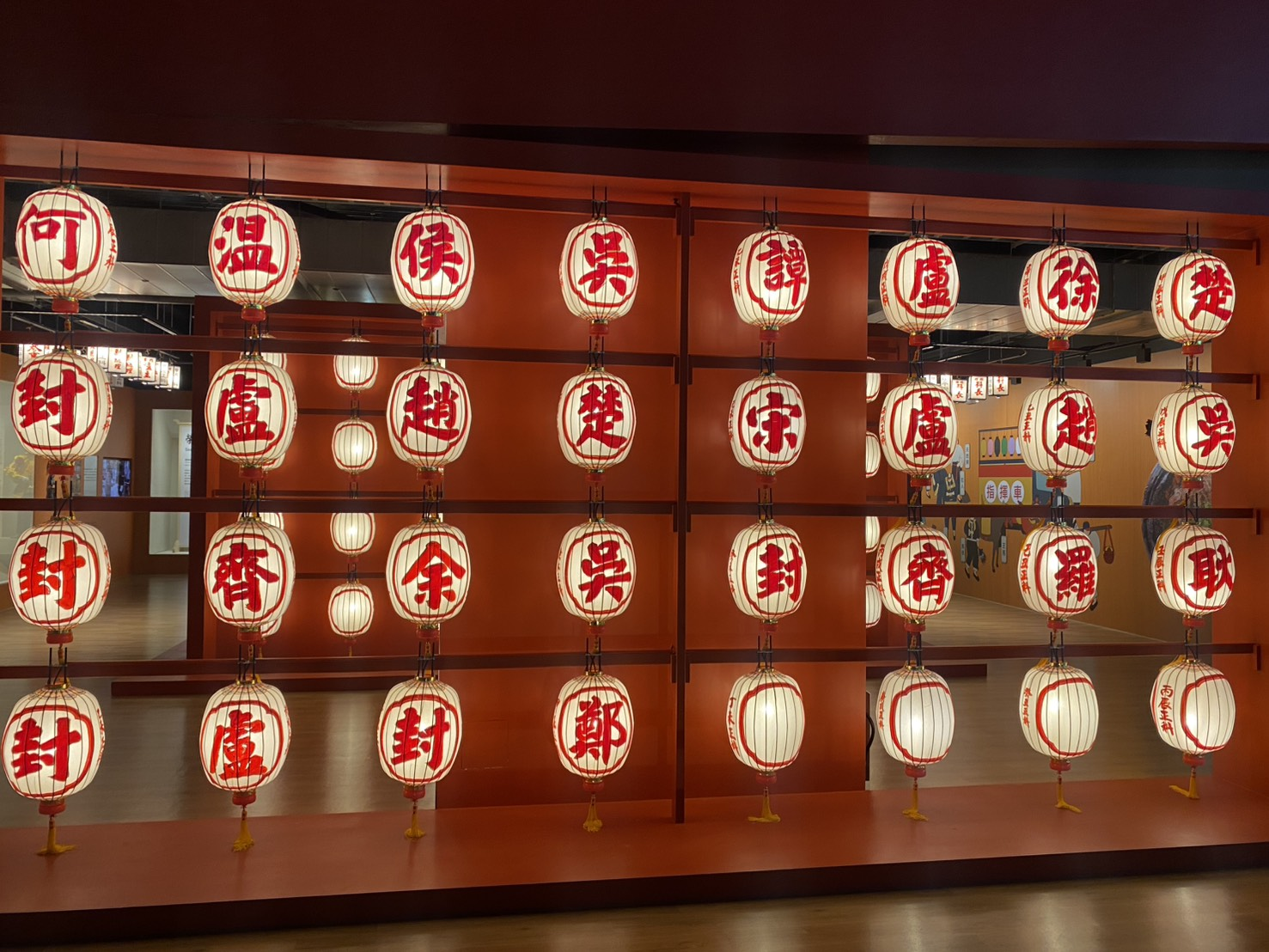
千歲字姓牆

館舍一樓為入口及售票處，部分為開放式展覽空間，設有長20公尺5公尺高的360度環型「沉浸式劇場」播放迎王文化的相關紀錄片，以及一條以「海洋信仰」為主題的廊道展覽相關文物。
二樓以上為文化館付費區，二樓部分空間為常設展，以「千歲巡狩」為主題介紹五大國家重要無形文化資產以及海內外王船文化與演進，部分為特展空間，曾舉辦過「溫的日子」、「七角頭系列特展」等展覽活動。

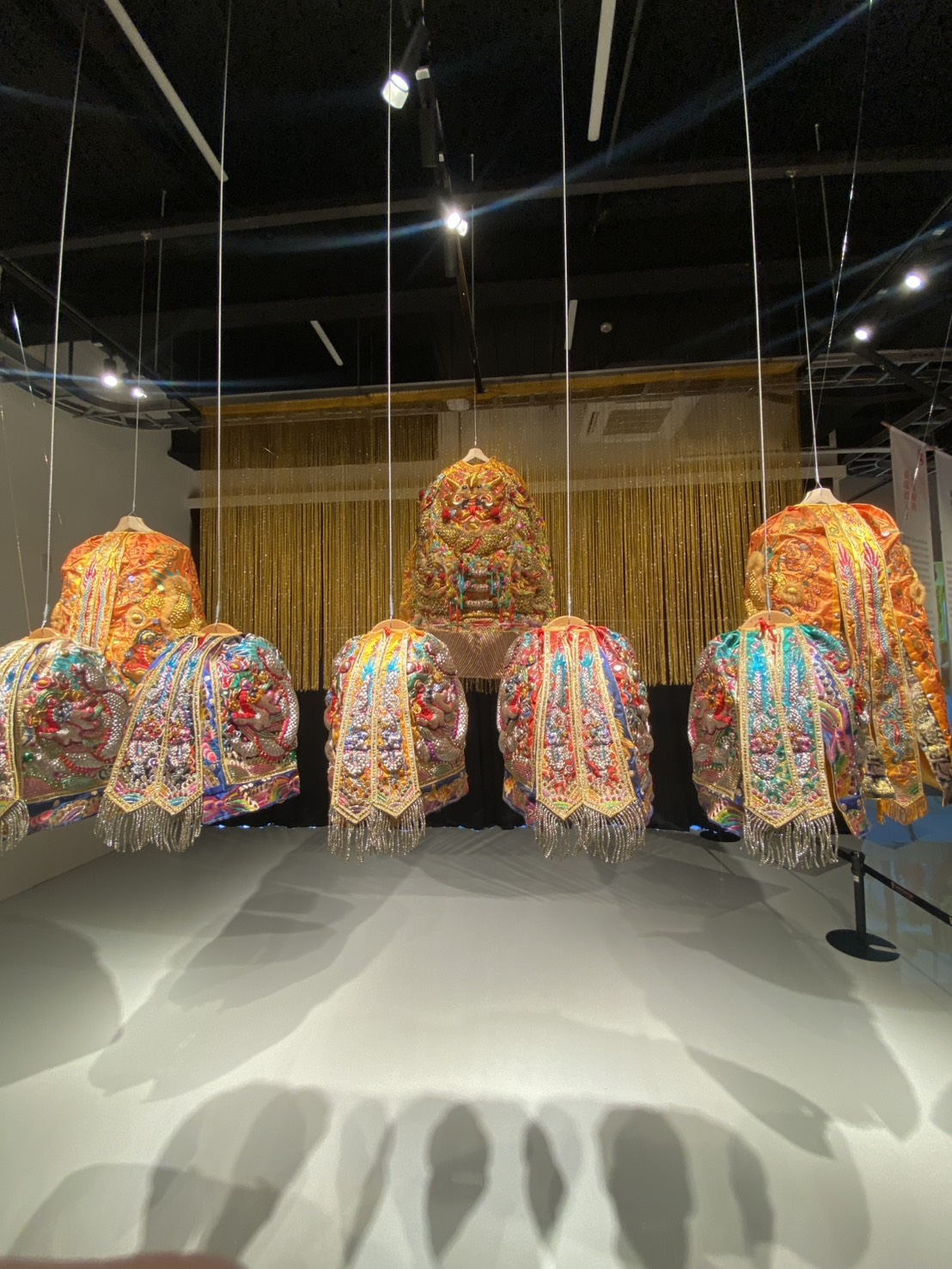
溫的日子特展

三樓以「屏東代巡」、「打造神舟」為主題介紹各地迎王活動，其中收藏一艘由東港東隆宮王船組師傅按東港迎王平安祭典時一比一打造的永久典藏王船，讓民眾可以近距離了解王船的製作過程與傳承議題。

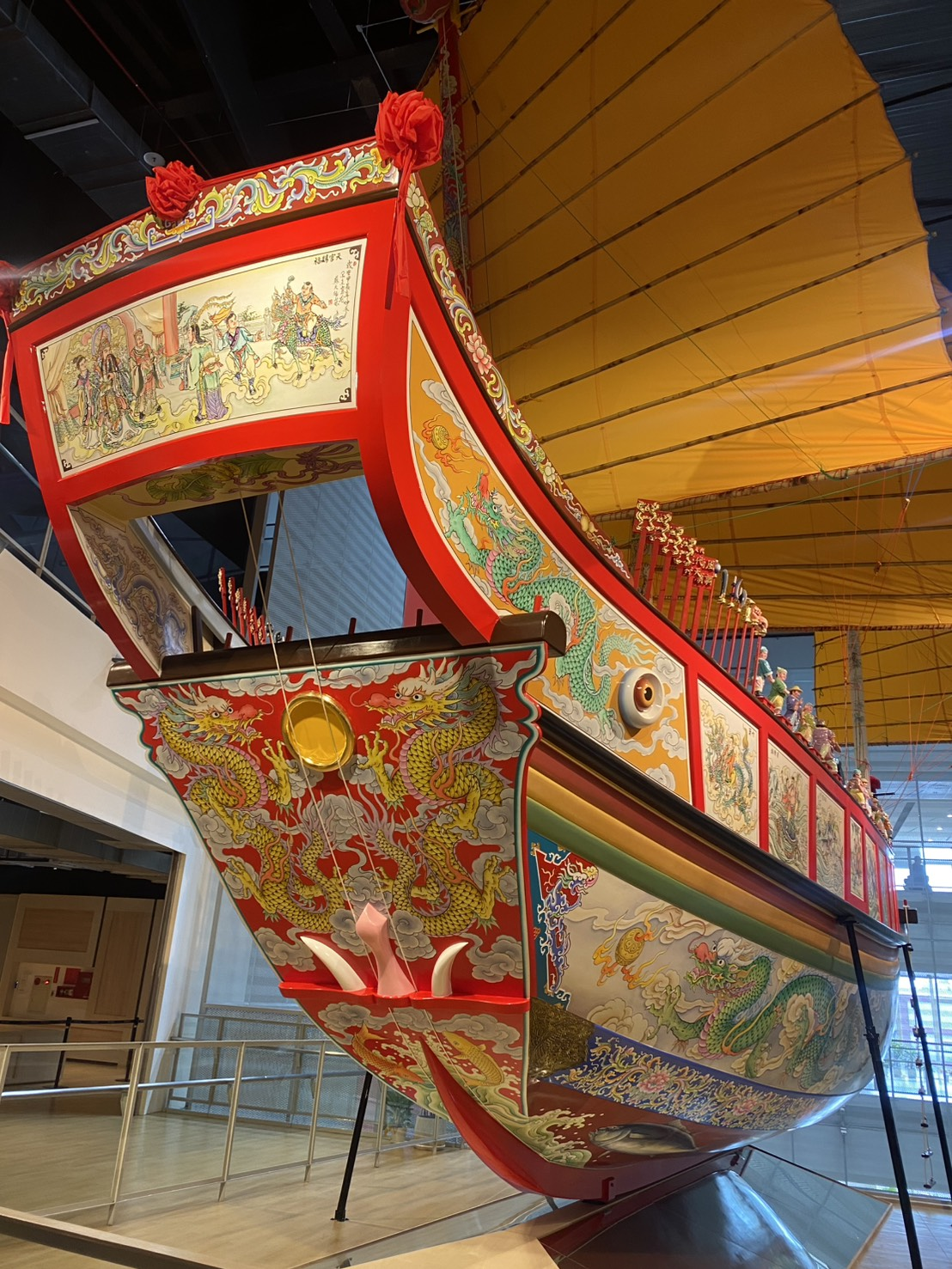
典藏王船
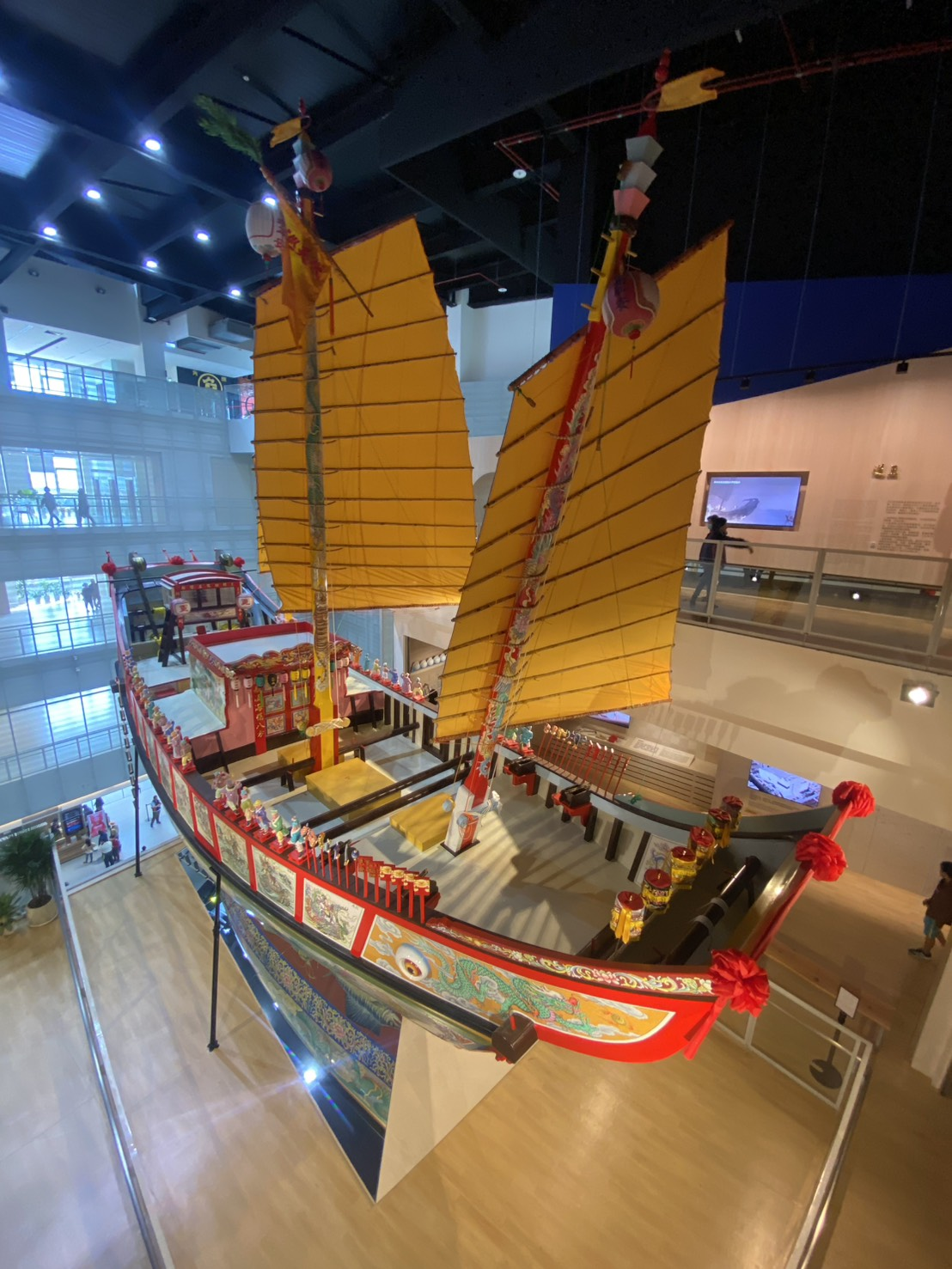
典藏王船

四樓以「東港迎王」為主題重點介紹東港迎王的文化意涵，其中有一面千歲爺「字姓燈牆」紀錄自1904年甲辰正科何大千歲以來的千歲爺姓氏，以及還原東港迎王時東港東隆宮轉為「東津代天府」的府內設置與一共11支千歲爺王令。
- 東津代天府

- 千歲字姓牆

### 商業空間
一樓進駐有誠品書店東港王船限定店、漁行口食堂。
五樓進駐有角頭酒吧。

## 歷年展覽

### 沉浸式劇場
- 《生命的長河》

### 特展
- 《溫的日子》
- 《七角頭系列特展（一）頂頭角——藍圖：咱與王爺的約定 共寫傳承不熄的七角頭精神》

## 外部連結
- 官方网站
- 屏東縣王船文化館的Facebook專頁
- 屏東縣王船文化館的Instagram帳戶